# Взрыв синагоги на Джербе
Взрыв синагоги Эль-Гриба на острове Джерба — террористический акт, совершённый членами «Аль-Каиды» 11 апреля 2002 года.

## История
Синагога Эль-Гриба на острое Джерба в Тунисе является одной старейших в мире синагог и одна из немногих сохранившихся в Северной Африке.
11 апреля 2002 года рядом с синагогой был взорван грузовик со взрывчаткой, в результате погибли 21 человек, 14 из которых являлись немецкими туристами. Ответственность за этот теракт взяла на себя «Аль-Каида».
16 апреля арабская газета Al-Kuds Al-Arabi, издающаяся в Лондоне, опубликовала текст соответствующего заявления «Аль-Каиды». В нём говорится, что теракт совершен боевиком-смертником — тунисцем по национальности, неким Низаром бен Мохаммедом Наваром. «Эта операция является ответом на преступления Израиля против палестинского народа на Западном берегу реки Иордан и в секторе Газа», — говорится в заявлении террористов.